# Żelazy-Brokowo
Żelazy-Brokowo – wieś w Polsce położona w województwie mazowieckim, w powiecie ostrowskim, w gminie Andrzejewo.
Na terenie wsi utworzono dwa sołectwa: Żelazy-Brokowo i Grodzick-Ołdaki.
W latach 1975–1998 miejscowość administracyjnie należała do województwa łomżyńskiego.
Wierni Kościoła rzymskokatolickiego należą do parafii św. Apostołów Piotra i Pawła w Czyżewie.